# Charlie Cojuangco
Carlos "Charlie" Cojuangco (Manilla, 14 april 1963 - Taguig, 22 februari 2022) was een Filipijns politicus.

## Biografie
Charlie Cojuangco werd geboren op 14 april 1963 in de Filipijnse hoofdstad Manilla. Hij was het jongste kind van vier van Eduardo Cojuangco jr. en Soledad “Gretchen” Oppen.
Cojuangco's politieke carrière begon in 1992 toen hij werd gekozen tot burgemeester van Pontevedra. Zijn vader verloor tijdens dezelfde verkiezingen in 1992 de presidentsverkiezingen van Fidel Ramos. In 1995 werd Cojuangco herkozen als burgemeester. Bij de eerstvolgende verkiezingen van 1998 werd hij gekozen tot afgevaardigde in het Filipijns Huis van Afgevaardigden namens het 4e kiesdistrict van Negros Occidental. Bij de verkiezingen van 2001 en die van 2004 werd hij herkozen voor een nieuwe driejarige termijn.
Van 2016 tot 2022 was Cojuangco opnieuw twee termijnen afgevaardigde in het Huis, ditmaal echter namens het 1e kiesdistrict van Tarlac. In oktober 2021 schreef Cojuangco zich opnieuw in voor de verkiezingen voor een zetel in het Huis van Afgevaardigden. Hij liet zich een maand later  echter vervangen door zijn zoon Jaime Cojuangco. Zijn zoon won de verkiezingen en de zetel van het 1e kiesdistrict van Tarlac.
Cojuangco was voorzitter van de Committee on Flagship Programs and Projects en de vicevoorzitter van de Committee on Appropriations. In zijn tijd in het Huis was hij de auteur van 19 wetsvoorstellen, waarvan er zes uiteindelijk werden aangenomen als wet.
Cojuanco overleed in 2022, enkele maanden voor de verkiezingen, op 58-jarige leeftijd in St. Luke's Medical Center. Hij was getrouwd met Rio Diaz en kreeg met haar twee kinderen: Claudia en Jaime. Na haar dood in 2004 trouwde hij in 2021 met China Jocson. 